# میلر کریک (کارولینای شمالی)
میلر کریک (به انگلیسی: Millers Creek) شهری در ایالت کارولینای شمالی کشور ایالات متحده آمریکا است که جمعیت آن در سرشماری سال ۲۰۱۰ میلادی، ۲٬۱۱۲ نفر بوده‌است.